# Покровский путепровод
Покро́вский путепрово́д — автомобильно-пешеходный путепровод в Москве на улице Подольских Курсантов. Проходит над железнодорожными путями Курского направления Московской железной дороги. Пролётные строения выполнены из сталежелезобетонных конструкций.
Название получил по находящейся поблизости железнодорожной платформе Покровское.

## История
Путепровод был сооружён в 1977 году (инженер О. В. Сосонко и архитектор К. П. Савельев).